# Luka Bijelović
Luka Bijelović (Subotica, 11 de abril de 2001) es un futbolista serbio que juega en la demarcación de defensa para el FK Spartak Subotica de la Superliga de Serbia.

## Selección nacional
Tras jugar con varias categorías inferiores de la selección, finalmente hizo su debut con la selección de fútbol de Serbia en un partido amistoso contra Estados Unidos que finalizó con un resultado de 1-2 a favor del combinado serbio tras los goles de Luka Ilić y Veljko Simić para Serbia, y de Brandon Vazquez para el conjunto estadounidense.

## Clubes
| Club                       | País   | Año       | Partidos | Goles |
| -------------------------- | ------ | --------- | -------- | ----- |
| FK Spartak Subotica        | Serbia | 2018-2024 | 124      | 15    |
| F. C. Rubin Kazán (cedido) | Rusia  | 2024      | 0        | 0     |
| FK Spartak Subotica        | Serbia | 2024-     | 25       | 1     |